# Bertram Schönwälder
Bertram Schönwälder (* 24. September 1936; † 6. November 2018 in Brandenburg an der Havel) war ein deutscher Politiker, Pfarrer und Stahlwerker. Von 1990 bis 1994 war er Bürgermeister und Beigeordneter in Brandenburg an der Havel.

## Leben und Wirken
Schönwälder studierte an der Martin-Luther-Universität Halle-Wittenberg Theologie und legte dort 1961 das Erste Kirchliche Examen ab. 1963 legte er das Zweite Kirchliche Examen ab. In der Dübener Heide machte er sein Vikariat und besetzte eine erste Pfarrstelle. Nach Hochzeit mit einer Pfarrerin ging er 1974 in die Gemeinde St. Pauli nach Brandenburg (Havel). Die Ehe wurde 1981 geschieden. In der Folge wurde Bertram Schönwälder, da er sich nicht von der Kirche in einen anderen Ort beordern lassen wollte, in den kirchlichen Ruhestand versetzt. Er begann daraufhin im VEB Stahl- und Walzwerk Brandenburg eine Ausbildung zum Facharbeiter und wurde Stahlwerker und Brigadier.
1985 trat Schönwälder in die Christlich-Demokratische Union Deutschlands (CDU) ein. Mitte 1989 beendete er seine Arbeit am Brandenburger Stahlwerk und bewarb sich beim Rat der Stadt als Bestattungsredner. Er wurde Mitglied der Stadtverordnetenversammlung und des Runden Tischs. Am 30. Mai 1990 wurde Bertram Schönwälder zum Beigeordneten (für Kultur und Schulen zuständig) und zum Bürgermeister gewählt. 1992 wechselte er zu den Freien Wählern. Kommissarisch war er als Beigeordneter vorübergehend auch für Bauen zuständig.
Im Mai 1994 ging Schönwälder ein zweites Mal in den beruflichen Ruhestand. Ehrenamtlich engagierte er sich bei den Rotariern und einem Karnevalsverein. Am 6. November 2018 verstarb Bertram Schönwälder.

## Schriften
- Fallbeispiel Brandenburg – Stadterneuerung als Modell aus kommunaler Sicht. In: Modell Brandenburg. 6, 1992, ISBN 3-87490-624-8, S. 12–13. (www.icomos.de; PDF; 20MB)